# Ananteris coineaui
Espèce
Ananteris coineaui est une espèce de scorpions de la famille des Ananteridae.

## Distribution
Cette espèce est endémique de Guyane. Elle se rencontre vers le saut Pararé, Saül et le mont Itoupé.

## Description
La femelle holotype mesure 32,7 mm.
Les femelles mesurent de 28,4 à 34,2 mm.

## Systématique et taxinomie
Cette espèce a été décrite par Lourenço en 1982.

## Étymologie
Cette espèce est nommée en l'honneur d'Yves Coineau.

## Publication originale
- Lourenço, 1982 : « Révision du genre Ananteris Thorell, 1891 (Scorpiones, Buthidae) et description de six espèces nouvelles. » Bulletin du Muséum National d'Histoire Naturelle Section A Zoologie Biologie et Écologie Animales, sér. 4, vol. 4, no 1/2, p. 119-151 (texte intégral).